# Język amharski
Język amharski (አማርኛ, ’ämarəña, amhara) – język semicki z grupy etiopskiej, rodziny języków afroazjatyckich (chamito-semickich) z silnym wpływem substratu kuszyckiego. Jako język ojczysty używany jest przez około 18 mln osób, pełni także rolę języka urzędowego Etiopii, dzięki czemu na terenie kraju faktyczna liczba jego użytkowników jest większa. Językiem amharskim posługuje się także ok. 2,7 mln etiopskich emigrantów, głównie w Egipcie, Izraelu i Szwecji. Jest roboczym językiem rządu etiopskiego, etiopskiej armii oraz Etiopskiego Kościoła Ortodoksyjnego.
Jako język dworu królewskiego zastąpił pod koniec XIII wieku język gyyz. Ma spółgłoski ejektywne w miejsce ogólnosemickich faryngalizowanych.
Do zapisu języka amharskiego używa się pisma etiopskiego.

## Fonetyka

### Spółgłoski i samogłoski

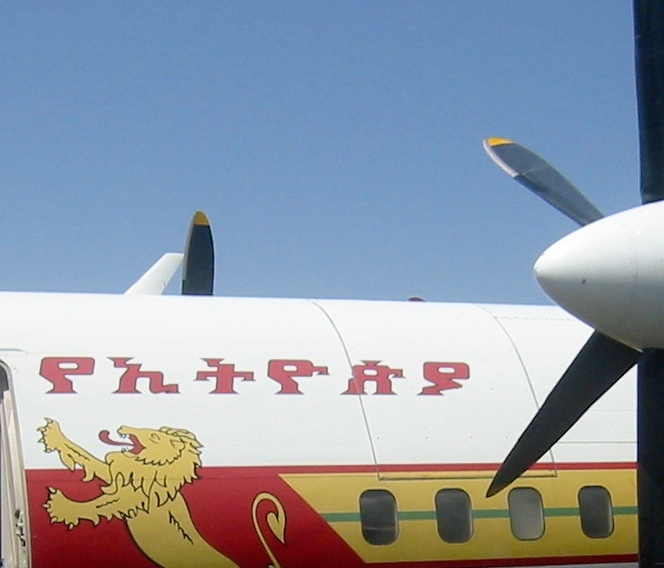
Znajdujący się na kadłubie samolotu napis „Etiopia” የኢትዮጵያ (ye-Ītyōṗṗyā) zapisany przy pomocy pisma etiopskiego

|             |              | Dwuwargowe | Zębowe     | Podniebienne | Welarne   | Krtaniowe |
| ----------- | ------------ | ---------- | ---------- | ------------ | --------- | --------- |
| Nosowe      | Nosowe       | m          | n          | ɲ (ñ)        |           |           |
| Zwarte      | bezdźwięczne | p          | t          |              | k         | ʔ (ʾ)     |
| Zwarte      | dźwięczne    | b          | d          |              | ɡ         |           |
| Zwarte      | ejektywne    | pʼ (p', p̣) | tʼ (t', ṭ) |              | kʼ (q, ḳ) |           |
| Afrykaty    | bezdźwięczne |            |            | tʃ (č)       |           |           |
| Afrykaty    | dźwięczne    |            |            | dʒ (ǧ)       |           |           |
| Afrykaty    | ejektywne    |            | tsʼ (s')   | tʃʼ (č', č̣)  |           |           |
| Szczelinowe | bezdźwięczne | f          | s          | ʃ (š)        |           | h         |
| Szczelinowe | dźwięczne    |            | z          | ʒ (ž)        |           |           |
| Półotwarte  | Półotwarte   |            | l          | j (y)        | w         |           |
| Drżące      | Drżące       |            | r          |              |           |           |

|             | Przednie | Centralne | Tylne |
| ----------- | -------- | --------- | ----- |
| Przymknięte | i        | ɨ (ə)     | u     |
| Średnie     | e        | ə (ä)     | o     |
| Otwarte     |          | a         |       |

### Geminacja
Jak w wielu innych językach etiopskich, geminacja ma w języku amharskim wartość fonologicznie relewantną, tzn. długość spółgłoski może mieć znaczenie dla różnicowania wyrazów, np. alä 'powiedział', allä 'jest'; yǝmätall 'bije', yǝmmättall 'jest bity'. Geminacja nie jest zaznaczana w amharskiej ortografii, niemniej jednak dla użytkowników języka nie jest to szczególny problem, podobnie jak problemem nie jest kwestia zapisu samogłosek dla użytkowników języka arabskiego. Haddis Alemayehu, pisarz etiopski, który był orędownikiem reformy amharskiej ortografii, w swej powieści Fǝqǝr Ǝskä Mäqabǝr zaznaczał geminację poprzez umieszczanie kropek ponad znakami, oznaczającymi spółgłoskę, która uległa podwojeniu, lecz taka praktyka szerzej się nie przyjęła.

## Gramatyka

### Rzeczowniki

#### Rodzaj
W języku amharskim istnieją dwa rodzaje gramatyczne: męski i żeński. Jednym z formalnych wyróżników rodzaju jest stary sufiks -t, służący do tworzenia rzeczowników rodzaju żeńskiego. Sufiks ten we współczesnym języku amharskim nie jest już produktywny i występuje tylko w ograniczonej liczbie wyrazów, tak rzeczowników, jak przymiotników. Przyłączają go rzeczowniki i przymiotniki zakończone na -awi, np. ityop':ya-(a)wi 'Etiopczyk' – ityop':ya-wi-t 'Etiopka'; sämay-awi 'niebiański' – sämay-awi-t 'niebiańska'. Sufiks ten pojawia się również w formach, takich jak nəgus 'król' – nəgəs-t 'królowa' czy qəddus 'święty' – qəddəs-t 'święta'.
Innym formantem, służącym do tworzenia form rodzaju żeńskiego, jest sufiks -it, np. ləǧ 'chłopiec' – ləǧ-it 'dziewczyna'; bäg 'baran' – bäg-it 'owca'; šəmagəlle 'starzec' – šəmagəll-it 'stara kobieta, staruszka'; t'ot'a 'małpa' (m.) – t'ot'-it 'małpa' (f). Sufiks ten tworzy również takie formy rodzaju żeńskiego, które nie mają odpowiednika w rodzaju męskim, np. šärär-it 'pająk' (f.), azur-it 'wir' (f.). Obok nich są jednak rzeczowniki, które zostały utworzone przy pomocy sufiksu -it, traktowane są jednak jak rzeczowniki rodzaj męskiego: säraw-it 'wojsko', nägar-it 'bęben'.
Rodzaj żeński służy nie tylko do zaznaczania rodzaju naturalnego rzeczowników, może także informować o małych rozmiarach przedmiotów, np. bet-it-u 'mały dom' (dosł. dom-r.ż.-rodz.okr.). Sufiksy kojarzone z rodzajem żeńskim mogą służyć także pozytywnemu nacechowaniu emocjonalnemu rzeczowników.

#### Określoność
W języku amharskim kategoria określoności wyrażana jest za pomocą specjalnego sufiksu (rodzajnika): -u lub -w dla rzeczowników rodzaju męskiego w liczbie pojedynczej i -wa, -itwa lub -ätwa dla rzeczowników rodzaju żeńskiego w liczbie pojedynczej, np.:
| m., l. poj. | m., l. poj. określony | f., l. poj. | f., l. poj. określony |
| ----------- | --------------------- | ----------- | --------------------- |
| bet         | bet-u                 | gäräd       | gärad-wa              |
| dom         | (ten) dom             | panna       | (ta) panna            |

W liczbie pojedynczej rodzajnik jest wykładnikiem rodzaju rzeczownika, w liczbie mnogiej rodzaj nie jest wyróżniany, wszystkie formy określone przybierają rodzajnik -u, np. bet-ochch-u 'domu', gäräd-ochch-u 'panny'. Alternacje morfonologiczne pojawiają się w zależności od wygłosowej spółgłoski bądź samogłoski.

### Zaimki wskazujące
Podobnie jak w języku polskim, amharski wyróżnia dwa stopnie oddalenia przedmiotów od osoby mówiącej, bliższy (ten) i dalszy (tamten). Kategoriami gramatycznymi amharskich zaimków wskazujących są: liczba (pojedyncza i mnoga) oraz (tylko w liczbie pojedynczej) rodzaj.
| Liczba, rodzaj | Liczba, rodzaj | Bliższe              | Dalsze         |
| -------------- | -------------- | -------------------- | -------------- |
| L.poj.         | Rodzaj męski   | ይህ yǝh(ǝ)            | ያ ya           |
| L.poj.         | Rodzaj żeński  | ይቺ yǝčči, ይህች yǝhǝčč | ያቺ yačči       |
| L.mn.          | L.mn.          | እነዚህ ǝnnäzzih        | እነዚያ ǝnnäzziya |

### Liczebniki
1. and
2. hulet
3. sost
4. arat
5. hammist
6. siddist
7. sebat
8. semmint
9. zeteń
10. asyr